# 三島由紀夫レター教室
『三島由紀夫レター教室』（みしまゆきおレターきょうしつ）は、三島由紀夫の長編小説。登場人物のやり取りする手紙で構成されている異色の作品である。年齢も職業も違う5人の男女の騒動をユーモラスで娯楽的な趣で描きながら、その千変万化な手紙がそのまま文例、手本となる形式となっている。最後に付録的に、「作者から読者への手紙」という章で、三島が手紙を書く際の肝心な要点をまとめ、締めくくられている。
1966年（昭和41年）、週刊誌『女性自身』9月26日号から翌年1967年（昭和42年）5月15日号に「三島由紀夫レター教室――手紙の輪舞」として連載された。単行本は1968年（昭和43年）7月20日に新潮社より刊行された。文庫版は1991年（平成3年）12月4日にちくま文庫で刊行されている。

## あらすじ
45歳の未亡人・氷ママ子は英語塾を経営している元美人。友人に同じ歳の山トビ夫というニヤけた有名デザイナーがいる。氷ママ子の英語塾の元生徒には、空ミツ子という20歳のピチピチしたOLがいる。一方、山トビ夫の店には、芝居の演出の勉強をして劇団にいる23歳の炎タケルが、衣裳のことで出入りして、氷ママ子や空ミツ子とも知り合いとなっている。空ミツ子には、丸トラ一というテレビを見ながら食べているのが大好きな25歳のまるまる肥った従兄がいる。丸トラ一の目下の願いはカラーテレビを買うことである。
山トビ夫は空ミツ子にラブレターを出すがフラれ、氷ママ子や炎タケルは、それぞれ気のない相手や同性愛者からラブレターを貰ったりしながら、お互い相談し合ったりしていた。そんな中、空ミツ子と炎タケルはしだいに恋仲になり、結婚をしようとするが、密かに炎タケルに恋していた氷ママ子は嫉妬し、他人を装い、空ミツ子に炎タケルの有らぬ噂の密告手紙を出し、2人の仲を引き裂こうとする。
ひょんなことから、その手紙を書いたのが氷ママ子であることを見破った丸トラ一は、氷ママ子から口止め料としてカラーテレビを買うお金を貰い、それ以来、氷ママ子のスパイとして、従妹の空ミツ子と炎タケルの様子を報告する役目を担う。空ミツ子と炎タケルはタケルの田舎の両親から結婚を反対されていた。氷ママ子は山トビ夫に、さらに2人の仲を裂くように工作を頼むが、山トビ夫は逆に空ミツ子と炎タケルの結婚を応援し、炎タケルの両親を説得してしまった。山トビ夫は長年友人として付き合ってきた氷ママ子を愛していたことに気づいたからだった。怒った氷ママ子は山トビ夫と絶交する。
山トビ夫は、自分に何の嫉妬もせずに慰謝料代りにずっと計画的に小金を溜め込み、自分名義のアパートまで買っていた辛気臭い女房と別れたことなどを、何でも話しやすい丸トラ一に全部話し、女房を失ったことよりも悪友だった氷ママ子を失ったことが身に堪えていることを告白した。そして、氷ママ子との仲直りを取り持ってほしいと丸トラ一に頼む。単純な丸トラ一は、そっくりそのままのことを氷ママ子に報告した。山トビ夫と氷ママ子は晴れて恋人となり、同じビルの上下でそれぞれの店や塾を開き、結婚する予定となった。

## 登場人物
氷ママ子
45歳の未亡人。かなり肥っているが、元美人。むかし夫とアメリカに3年間暮らし、そこでおぼえた英語を生かして自宅で英語塾を開いている。口八丁、手八丁。大学生と高校生の息子がいる。夫は7年前に死亡。社交的で恋愛も忙しい。筆まめ。
山トビ夫
45歳の有名ファッションデザイナー。チョビ髭を生やし、痩せている。何でも自分が最も洗練されていると自負し、皮肉屋で文学的だが、どこか田舎くさい。鹿児島県生まれ。15歳の時に家出をし、東京の伯父を頼ってデザイナーになった。恋愛生活が豊富。客だった氷ママ子とは、お互い異性の好みが違うので親友の関係。お針子上がりの妻がいる。妻は主人の生活に干渉しない。
空ミツ子
20歳のOL。商事会社に勤めているが、結婚するまでの腰かけ。おっちょこちょいだが、叱られても明るく謝るので、人に憎まれない。小柄で、大きな目をしていて鼻の形がかわいらしいピチピチした娘。ママ子の塾のかつての生徒。ママ子に気に入られ今も行き来がある。字が上手いので自然と筆まめ。
炎タケル
23歳。ある劇団の大道具係などをしながら、芝居の演出の勉強をしている。大真面目な理屈っぽい左翼青年。山トビ夫を通じて、氷ママ子や空ミツ子とも知り合うが、彼らのブルジョア的雰囲気には反感を持っている。文才があり、手紙の代筆を頼まれることがある。顔つきは理論ほど深刻でない。
丸トラ一
25歳。空ミツ子の従兄。大学を3年も留年している。まるまる肥り、楽天的な風貌。頭はそう悪くないが怠け者で、テレビを見ながら食べているのが好き。体を使わないことなら、わりに無精ではなく、方々にペンフレンドを持っている。切手収集家。不器用でいつもぼんやりしている空想家。空想の中では自分を加山雄三のような青年と想像している。
作者（三島由紀夫）
読者へ手紙の書き方の要点を教授。

## 作品評価・研究
『三島由紀夫レター教室』は、三島由紀夫の作品の中でも娯楽色の強い小説で特に深遠なテーマというものは見られないが、三島のエンターテイナーとしての才能が発揮されている作品である。
竹山雅子は、「極めてセキュリティの高いメディア」である手紙の特質が、物語内容の展開において生かされているとし、また、本音を隠して「駆け引き」「策略」を意図するトビ夫の手紙などを挙げつつ、「ある感情を伝える側面と、隠す側面の両方」を持つ手紙の特性に触れ、素直な感情を率直に伝えるトラ一の手紙よりも、「隠す側面」を持つ手紙の方がはるかに「読者にスリルと興奮を与え」るという点などを指摘しながら、「感情を伝える手紙には模範的な形式などないという、書簡文例集自体への批判として読むこともできる」と考察している。
群ようこは、大学生だった時の初読から『三島由紀夫レター教室』を「再読するたびに心にずしっとくる本」だとし、自分が氷ママ子の年齢に近づき、若い頃に恐れていたママ子の「中年のおばさんのいやらしさ」を自覚する歳になり、他人事ではなくなってきたと述べつつ、登場人物の男性たちのキャラクターが「単純な設定」なのに比し、女性たちは「なかなかの策略家」であることも指摘している。
そしてそれは、作者・三島が、世間の「鼻持ちならない多くの女性」に対して、「あなたたち女性という存在は、清純な乙女だろうが、裕福な中年婦人だろうが、こんなに嫌らしい部分を持っているんですよ」というメッセージを、登場人物の手紙の形式に託して伝えたかったのだろうと群ようこは考察し、読み手の年齢や立場によって、読み方や楽しみ方の変化する「万華鏡みたいな本」でもあると評している。

## おもな刊行本
- 『三島由紀夫レター教室』（新潮社、1968年7月20日） NCID BN10310699
  - 装幀・イラスト：渡辺藤一。紙装。赤色帯。199頁
- 文庫版『三島由紀夫レター教室』（ちくま文庫、1991年12月4日）
  - 装幀：安野光雅。カバー装画・挿画：山本容子
  - 解説：群ようこ「二重、三重の楽しみ方」

### 全集収録
- 『三島由紀夫全集16巻（小説XVI）』（新潮社、1974年8月25日）
  - 装幀：杉山寧。四六判。背革紙継ぎ装。貼函。
  - 月報：高梨豊「写真記」。《評伝・三島由紀夫 16》佐伯彰一「伝記と評伝（その7）」。《同時代評から 16》虫明亜呂無「『鏡子の家』などをめぐって」
  - 収録作品：「三島由紀夫レター教室」「夜会服」「命売ります」
  - ※ 同一内容で豪華限定版（装幀：杉山寧。総革装。天金。緑革貼函。段ボール夫婦外函。A5変型版。本文2色刷）が1,000部あり。
- 『決定版 三島由紀夫全集11巻 長編11』（新潮社、2001年10月10日）
  - 装幀：新潮社装幀室。装画：柄澤齊。四六判。貼函。布クロス装。丸背。箔押し2色。
  - 月報：［「創作ノート」の楽しみ1］井上隆史「もう一つの『鏡子の家』」。［小説の創り方11］田中美代子「理想の結婚（「音楽」「三島由紀夫レター教室」「夜会服」）」
  - 収録作品：「音楽」「三島由紀夫レター教室」「夜会服」「『音楽』創作ノート」

## テレビドラマ
- 土曜グランド劇場『近眼ママ恋のかけひき』（日本テレビ）
  - 1977年（昭和52年）6月25日 - 7月23日（全5回） 毎週土曜日 21:00 - 21:54
  - 脚本：田上雄。演出：小杉義夫
  - 出演：岩下志麻、由美かおる、石立鉄男、緒形拳、北公次、河原崎長一郎、皆川おさむ、前田武彦、横山道代、黒沢久雄、ほか

## 朗読劇
2025年10月7日から10月12日まで、紀伊國屋ホールで公演予定。

### キャスト
| 公演日時              | 氷ママ子   | 山トビ夫                   | 空ミツ子          | 炎タケル                  | 丸トラ一                 |
| --------------------- | ---------- | -------------------------- | ----------------- | ------------------------- | ------------------------ |
| 10月7日公演           | 下屋則子   | 井上和彦                   | 野中ここな        | 狩野翔                    | 山口智広                 |
| 10月8日公演 13時公演  | 美弥るりか | 溜口佑太朗（ラブレターズ） | 北野瑠華          | 田中雅功（Sakurashimeji） | 中野周平（蛙亭）         |
| 10月8日公演 19時公演  | 中村繪里子 | 吉野裕行                   | 佐々木琴子        | 比留間俊哉                | 益山武明                 |
| 10月9日公演 13時公演  | 小沢真珠   | 川久保拓司                 | 太田夢莉          | 田中雅功（Sakurashimeji） | 森もり（破壊ありがとう） |
| 10月9日公演 19時公演  | 小沢真珠   | 溜口佑太朗（ラブレターズ） | 太田夢莉          | 高橋健介                  | 中野周平（蛙亭）         |
| 10月10日公演 13時公演 | 小沢真珠   | 新木宏典                   | 小栗有以（AKB48） | 樋口裕太                  | 三瓶                     |
| 10月10日公演 19時公演 | 阿澄佳奈   | 岸尾だいすけ               | 月音こな          | 重松千晴                  | 中澤まさとも             |
| 10月11日 13時公演     | 下田麻美   | 川田紳司                   | 礒部花凜          | 畠中祐                    | 増元拓也                 |
| 10月11日 19時公演     | 椎名へきる | 三宅健太                   | 鬼頭明里          | 寺島惇太                  | 山中真尋                 |
| 10月12日 12時30分公演 | 井上麻里奈 | 神尾晋一郎                 | 土屋李央          | 市川蒼                    | 石谷春貴                 |
| 10月12日 18時公演     | 井上麻里奈 | 高橋広樹                   | 小泉萌香          | 土田玲央                  | 小林竜之                 |

### スタッフ
- 脚本・演出：大和田悟史